# Madrid (Alabama)
Cette page contient des caractères spéciaux ou non latins. S’ils s’affichent mal (▯, ?, etc.), consultez la page d’aide Unicode.
Pour les articles homonymes, voir Madrid (homonymie).
La ville américaine de Madrid (en anglais [ˈmædrɪd]) est située dans le comté de Houston, dans l’État de l’Alabama. Elle comptait 303 habitants en 2000.

## Démographie
| 1930 | 1940 | 1950 | 1960 | 1970 | 1980 |
| ---- | ---- | ---- | ---- | ---- | ---- |
| 279  | 229  | 312  | 245  | 238  | 172  |

| 1990 | 2000 | 2010 | - | - | - |
| ---- | ---- | ---- | - | - | - |
| 211  | 303  | 350  | - | - | - |

## Source
- (en) Cet article est partiellement ou en totalité issu de l’article de Wikipédia en anglais intitulé « Madrid, Alabama » (voir la liste des auteurs).